# 拉丁格莱美奖
拉丁格莱美奖（英語：Latin Grammy Awards），美國錄音界與拉丁音樂界最重要的獎項之一，由拉丁錄音學院（Latin Recording Academy）負責頒發。學院由錄音業的專業人士所組成，目的在於獎勵過去一年中發布於伊比利美洲傑出的音樂作品。根據拉丁錄音學院的定義，伊比利美洲的範圍包含拉丁美洲、西班牙、葡萄牙，以及美國、加拿大境內的拉丁社群。第一屆拉丁葛萊美獎於2000年9月13日在加州洛杉磯的史坦波中心舉行。

## 獎項

### 一般類
- 年度唱片（Record of the Year）
- 年度專輯（Album of the Year）
- 年度歌曲（Song of the Year）
- 最佳新人（Best New Artist）

## 外部連結
- 拉丁葛萊美獎官方网站（英文） （页面存档备份，存于）